# Blood Bowl

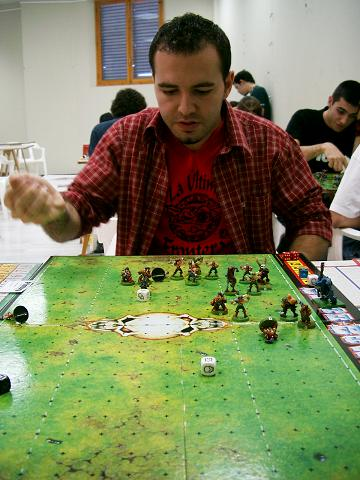
Rozgrywka w Blood Bowl

Blood Bowl – asymetryczna gra figurkowa osadzona w realiach świata Warhammera, wydana przez firmę Games Workshop Limited. 

## Charakterystyka gry
Blood Bowl to luźne, figurkowe odzwierciedlenie footballu amerykańskiego, jednak zasady są o wiele bardziej brutalne niż we współczesnym footballu – figurki mogą „atakować” modele przeciwnika by zdobyć piłkę.
Ponadto gra nie ogranicza się tylko do Ludzi – w rozgrywce mogą brać udział różne rasy, które znamy z uniwersum Warhammera. Krasnoludy, Elfy, czy Skaveni, to jedynie część dostępnych ras. Obecnie sankcjonowane oficjalnie są zespoły 23 ras starego świata.  
Każda drużyna może składać się z maksymalnie 16 zawodników. Z czego naraz 11 może przebywać na boisku. Boisko podzielone jest na dwie połowy. Po obu stronach występują tzw „Wide Zone”  strefy boczne lub szerokie, o szerokości 4 pól. Linia środkowa (scrimage) to linia wspólna obu połów, pomiędzy strefami szerokimi. Gra się dwie połowy po 8 tur każda.  
Szacunkowy czas jednej rozgrywki 1,5 – 2 godziny.  

## Edycje
Pierwsza edycja gry została wydana w roku 1984 przez firmę Games Workshop Limited (UK), druga w 1988, a trzecia w 1996.
W roku 2016 miała premierę edycja czwarta, nazwana Blood Bowl 2016 Edition.
W Polsce na początku lat 90. wydawnictwo Sfera wydało podobną grę „Troll football”, opartą na bardzo uproszczonych zasadach „Blood Bowla”.

## Gra komputerowa
Pierwsze nieoficjalne implementacje komputerowe powstały w roku 1994.

### Gra komputerowa 1995
- Premiera na Świecie: 1995
- Gatunek: Sportowa, Strategia
- Podgatunek: Turowa
- Kamera: Widok z góry

### Gra komputerowa 2009
- Producent: Cyanide Studio.
- Dystrybutor PL: CD Projekt.
- Wydawca: Focus Home Interactive.
- Data Wydania na Świecie: 26 czerwca 2009.
- Data Wydania w Polsce: 26 czerwca 2009.
- Gatunek: Sportowa, Strategia.